# То чоловік, то жінка
То чоловік, то жінка (рос. То мужчина, то женщина) — радянський художній двосерійний телефільм 1989 року, знятий на Свердловській кіностудії.

## Сюжет
Актриса, яка готується зіграти легендарну Надію Дурову, подумки перевтілюється в свою майбутню героїню…

## У ролях
- Наталія Вількіна — Надя Дурова/Олександр Андрійович
- Борис Кочейшвілі — Борис, художник
- Тетяна Захарова — Аня/пані Сомова
- Леонід Ніценко — дворянин, приятель Надії Дурової і Пушкіна
- Геннадій Богачов — Плетньов, кінорежисер
- Віктор Гоголєв — Микола Іванович, дворянин
- Олена Охлупіна — Олена, дочка актриси Наді
- Андрій Толубєєв — Олександр I, імператор
- Володимир Осипчук  — Пушкін
- Тамара Тимофєєва — знатна дама
- Леонід Лютвинський — епізод
- Микола Буров — епізод
- Людмила Долгорукова — епізод
- Анатолій Іванов — знатний дворянин, організатор балу
- Сергій Шкаліков — Іван
- Сергій Нікітін — епізод
- Олексій Павлов-Сильванський — епізод
- Михайло Шараутін — Жуковський, поет
- Микола Муравйов — епізод
- Микола Алексєєв — епізод
- Марина Юрасова — епізод
- Андрій Щепочкін — епізод
- Сергій Власов — Віктор, чоловік Олени
- Варвара Шабаліна — епізод
- Ольга Єлісєєва — епізод
- Анатолій Кондюбов — епізод
- Катерина Петренко — епізод
- Олександр Коваленко — епізод
- Валерій Косой — епізод
- Віктор Казанович — епізод
- Генріх Зданевич — епізод
- Іван Прайс — гість на балу
- Олександр Анейчик — епізод
- Юхим Іоффе — епізод
- Світлана Музиченко — епізод
- Клавдія Бєлова — епізод
- Людмила Приходько — епізод

## Знімальна група
- Режисер — Олександр Наговіцин
- Сценарист — Тетяна Пашина
- Оператор — Віктор Осенніков
- Композитор — Дмитро Смирнов
- Художник — Сергій Сологуб